# 紹約聖彼得

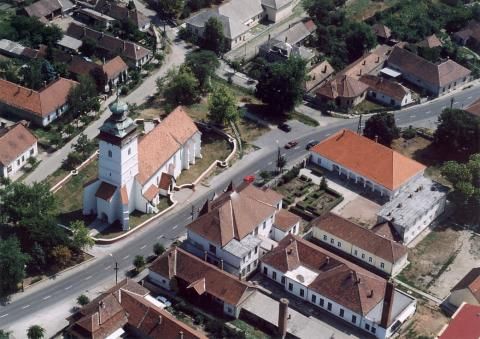

紹約聖彼得（匈牙利語：Sajószentpéter）是匈牙利的城鎮，位於該國東北部，由包爾紹德-奧包烏伊-曾普倫州負責管轄，面積34.85平方公里，2011年人口12,084，其中約四成居民信奉天主教。

## 外部連結
- Official site （页面存档备份，存于）

48°13′N 20°43′E / 48.217°N 20.717°E